# مهیار صداقت
مهیار صداقت (زادهٔ ۳۰ فروردین ۱۳۷۵ در تهران) عضو تیم ملی تیراندازی مردان ایران است.

## کسب سهمیه المپیک
وی در چهاردهمین دوره مسابقات تیراندازی قهرمانی آسیا و کسب سهمیه المپیک از ۱۴ تا ۲۳ آبان ماه ۱۳۹۸ در دوحه، قطر برگزار شد، توانست پنجمین سهمیه المپیک تابستانی ۲۰۲۰ در رشته تیراندازی (در تفنگ سه وضعیت ۵۰ متر مردان) را برای ایران به دست بیآورد.وی نخستین سهمیه تیراندازی مردان را کسب کرد.(سهمیه‌های قبلی را نجمه خدمتی و آرمینا صادقیان و هانیه رستمیان و فاطمه کرم‌زاده در بخش زنان گرفته‌بودند.)

## افتخارات
وی همچنین در مسابقات تیراندازی قهرمانی آسیا ۲۰۱۹ یک مدال برنز در تفنگ بادی ۱۰ متر تیمی (به همراه امیرمحمد نکونام و حسین باقری) به‌دست آورد.
مدال طلا تفنگ بادی ۱۰مترمیکس در مسابقات یونیورسیاد ناپولی ۲۰۱۹  (به همراه نجمه خدمتی)
مدال نقره تفنگ بادی ۱۰ متر تیمی در مسابقات یونیورسیاد ناپولی ۲۰۱۹  (به همراه امیرمحمد نکونام و هادی قره باغی)
مدال طلا تفنگ بادی ۱۰ متر انفرادی نوجوانان در مسابقات قهرمانی آسیا تهران ۲۰۱۳
مدال طلا تفنگ بادی ۱۰ متر تیمی جوانان در مسابقات قهرمانی آسیا تهران ۲۰۱۶
مدال برنز تفنگ بادی ۱۰ متر تیمی نوجوانان در مسابقات قهرمانی آسیا تهران ۲۰۱۳
مقام ششم تفنگ سه وضعیت ۵۰ متر انفرادی در مسابقات بازی‌های آسیایی ۲۰۱۸ اندونزی

## المپیک
| دوره | مسابقات      | ورزشکار     | رویداد                | مقدماتی | مقدماتی | فینال       | فینال       |
| دوره | مسابقات      | ورزشکار     | رویداد                | امتیاز  | رتبه    | امتیاز      | رتبه        |
| ---- | ------------ | ----------- | --------------------- | ------- | ------- | ----------- | ----------- |
| ۲۰۲۰ | توکیو ، ژاپن | مهیار صداقت | تفنگ بادی ۱۰ متر      | ۶۲۹/۱   | ۹       | راه نیافت   | راه نیافت   |
| ۲۰۲۰ | توکیو ، ژاپن | مهیار صداقت | تفنگ سه وضعیت ۵۰ متر  | ۱۱۶۸    | ۲۰      | راه نیافت   | راه نیافت   |
| ۲۰۲۰ | توکیو ، ژاپن | مهیار صداقت | تفنگ بادی ۱۰ متر میکس | ۶۲۴/۹   | ۱۵      | راه نیافتند | راه نیافتند |

## بازی های آسیایی
| ۲۰۱۸ | مسابقات         | ورزشکار     | رویداد                    | مقدماتی | مقدماتی | فینال     | فینال     |
| ۲۰۱۸ | مسابقات         | ورزشکار     | رویداد                    | امتیاز  | رتبه    | امتیاز    | رتبه      |
| ---- | --------------- | ----------- | ------------------------- | ------- | ------- | --------- | --------- |
| ۲۰۱۸ | جاکارتا،اندونزی | مهیار صداقت | تفنگ سه وضعیت ۵۰ متر      | ۱۱۶۴    | ۴ Q     | ۲۰۶/۳     | ۶         |
| ۲۰۲۲ | هانگژو، چین     | مهیار صداقت | تفنگ بادی ۱۰ متر          | ۶۲۷/۶   | ۱۷      | راه نیافت | راه نیافت |
| ۲۰۲۲ | هانگژو، چین     | مهیار صداقت | تفنگ بادی ۱۰ متر تیمی     |         |         | ۱۸۸۵/۶    | ۴         |
| ۲۰۲۲ | هانگژو، چین     | مهیار صداقت | تفنگ سه وضعیت ۵۰ متر      | ۵۸۳     | ۱۲      | راه نیافت | راه نیافت |
| ۲۰۲۲ | هانگژو، چین     | مهیار صداقت | تفنگ سه وضعیت ۵۰ متر تیمی |         |         | ۱۷۴۲      | ۵         |